# Taifun Bopha
Taifun Bopha war ein Taifun der Pazifischen Taifunsaison 2012.

## Meteorologische Geschichte und Auswirkungen

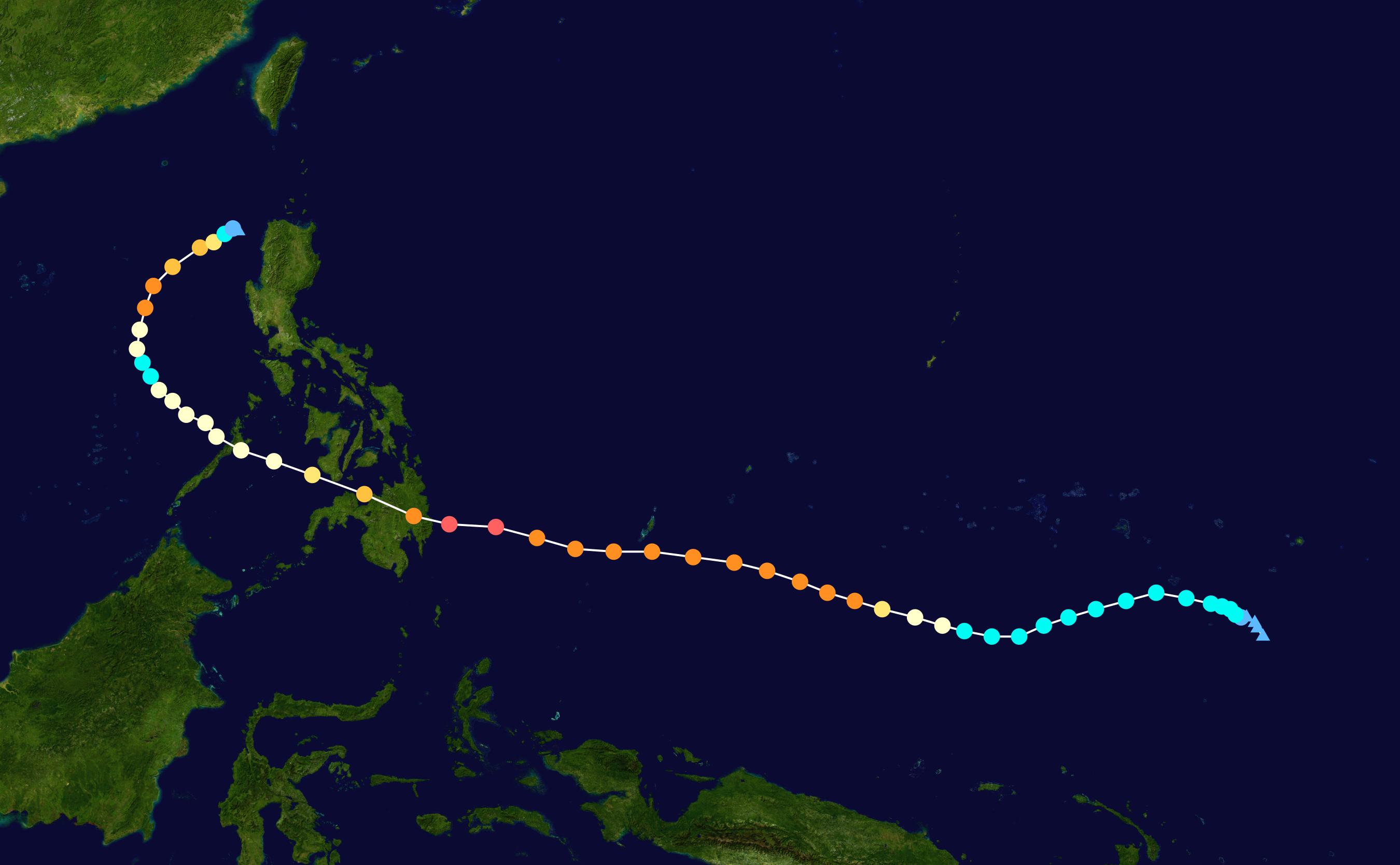
Zugbahn des Sturms

Am 23. November stellte das JTWC fest, dass sich etwa 350 Seemeilen südlich von Pohnpei nur 0,6° nördlich des Äquators ein großes Gebiet von Konvektion gebildet hatte. Das System konnte sich über die nächsten Tage aufgrund warmer Wasseroberflächentemperaturen organisieren, sodass es am 25. November sowohl von der JMA als auch vom JTWC als tropisches Tiefdruckgebiet eingestuft wurde und vom JTWC gleichzeitig die Bezeichnung 26W erhielt. In den frühen Stunden des 26. Novembers bildete sich über dem Zentrum in der Höhe ein Antizyklon mit fast radialer Ausströmung und geringer vertikaler Windscherung. Unter Einfluss dieses Antizyklons intensivierte sich das System stetig und erreichte am Ende des Tages die Stärke eines tropischen Sturms. Die JMA gab dem System deswegen den Namen Bopha. Als am 27. November sich tiefe und starke Konvektion bildete, stufte auch das JTWC das System zu einem tropischen Sturm herauf.
Sich südlich von Bopha am Äquator bildende Gewitter sorgten für eine Verstärkung des Sturms und am 30. November hatte sich das System zu einem schweren tropischen Sturm verstärkt. Noch am selben Tag stellte das JTWC fest, dass Bopha ein Auge gebildet hatte und stufte den Sturm deshalb als Kategorie-1-Taifun ein. Zu diesem Zeitpunkt startete eine explosive Intensivierung, und Bopha erreichte nach der Methodik des JTWC nur 18 Stunden später, am 1. Dezember, die Intensität eines Kategorie-4-Taifuns. Diese Entwicklung erfolgte ungewöhnlich weit südlich, im Verlauf um den fünften nördlichen Breitengrad. Üblicherweise ist die Entwicklung tropischer Wirbelstürme in diesem Bereich stark eingeschränkt, weil die zur Entwicklung notwendige Corioliskraft nur gering ist. Am 2. Dezember erreichte Taifun Bopha mit Windgeschwindigkeiten von 250 km/h seinen vorläufigen Höhepunkt und erreichte etwa zu diesem Zeitpunkt den Verantwortungsbereich von PAGASA und bekam den lokalen Namen Pablo zugewiesen. In der Nacht auf den 3. Dezember schwächte sich Bopha unerwartet ab und war nur noch ein Kategorie-3-Taifun. Im Tagesverlauf des 3. Dezembers begann Bopha kurz vor dem Erreichen der philippinischen Insel Mindanao jedoch erneut eine gewaltige Intensivierung und verstärkte sich binnen 12 Stunden von einem Taifun der Kategorie 3 zu einem Taifun der Kategorie 5. Bopha war neben Sanba und Jelawat bereits der dritte Taifun im Jahr 2012, dem dies gelang. Am späten Abend desselben Tages ging Bopha mit Windgeschwindigkeiten von bis zu 210 km/h über Mindanao an Land und wurde so der stärkste Taifun, der dies jemals tat. Laut Behördenangaben wurden mindestens 546 Menschen getötet, Hunderte weitere gelten als vermisst. Die meisten Menschen kamen in der Provinz Compostela Valley auf der Ostseite der Insel Mindanao durch Sturzfluten ums Leben. Nachdem Bopha sich im Südchinesischen Meer von den südlichen Philippinen wegbewegte, schwächte er sich zu einem tropischen Sturm ab und drehte auf einen Nordkurs. Am 7. Dezember wurde Bopha in den Frühstunden jedoch wieder zu einem Taifun der Kategorie 1 und verstärkte sich nur 6 Stunden zu einem Kategorie-3-Taifun. Der Taifun bildete erneut ein gut sichtbares Auge und drehte allmählich auf einen nordöstlichen Kurs, der ihn an die Westküste Luzons führte. So schnell sich Bopha wieder intensivierte, so schwächte er sich aufgrund starker Windscherung auch wieder ab, sodass das JTWC und die JMA am 9. Dezember ihre letzte Warnungen veröffentlichten.